# Среднее Колмогорова
Среднее Колмогорова или среднее по Колмогорову для действительных чисел {\displaystyle x_{1},\ldots ,x_{n}} — это величина вида
{\displaystyle (*)\qquad M(x_{1},\ldots ,x_{n})=\varphi ^{-1}\left({\frac {1}{n}}\sum _{k=1}^{n}\varphi (x_{k})\right)=\varphi ^{-1}\left({\frac {\varphi (x_{1})+\ldots +\varphi (x_{n})}{n}}\right)}
где {\displaystyle \varphi } — непрерывная строго монотонная функция, а {\displaystyle \varphi ^{-1}} — функция, обратная к {\displaystyle \varphi }, причём аргументом этой обратной функции является средняя сумма в скобках. 

## Примеры
При выборе определённых функций {\displaystyle \varphi } среднее Колмогорова даёт различные классические средние:
- при {\displaystyle \varphi (x)=x} — среднее арифметическое;
- при {\displaystyle \varphi (x)={\frac {1}{x}}} — среднее гармоническое;
- при {\displaystyle \varphi (x)=x^{2}} — среднее квадратическое;
- при {\displaystyle \varphi (x)=x^{\alpha },\ \alpha \neq 0} — среднее степенное.
- при {\displaystyle \varphi (x)=\log _{b}x} или {\displaystyle \varphi (x)=x^{\alpha },\alpha \to 0} — среднее геометрическое.

## Свойства
В 1930 году А. Н. Колмогоров показал, что любая средняя величина {\displaystyle M(x_{1},\ldots ,x_{n})} имеет вид {\displaystyle (*)}, если она обладает свойствами:
- непрерывности,
- монотонности по каждому {\displaystyle x_{i}}, {\displaystyle i=1,\ldots ,n,}
- симметричности (среднее не меняется при перестановке аргументов),
- среднее от набора равных чисел равно их значению,
- замена значений всех чисел любой подгруппы в наборе {\displaystyle x_{1},\ldots ,x_{n}} на значение среднего для этой подгруппы не меняет значение среднего всего набора.

## Приложения
Средние Колмогорова используют в прикладной статистике и эконометрике. В соответствии с теорией измерений, для усреднения данных, измеренных в шкале интервалов, из всех средних Колмогорова можно использовать только среднее арифметическое, а для усреднения данных, измеренных в шкале отношений, из всех средних Колмогорова можно использовать только степенные средние и среднее геометрическое.

## Обобщения
Для непрерывно распределённой величины {\displaystyle f(x)} среднее Колмогорова на отрезке {\displaystyle [a;b]}:
{\displaystyle \qquad M_{[a;b]}(f(x))=\varphi ^{-1}\left({\frac {1}{b-a}}\int _{a}^{b}\varphi (f(x))dx\right).}